# 托爾薩島
托爾薩島是蘇格蘭的島嶼，位於錫爾島以東的大西洋海域，屬於內赫布里底群島的一部分，面積1.13平方公里，最高點海拔高度62米，島上無人居住。
56°15′26″N 5°37′0″W / 56.25722°N 5.61667°W